# أنيتا هالبن
أنيتا هالبن (بالإنجليزية: Anita Halpin)‏ هي نقابية وصحفية بريطانية، ولدت في 1944 في لندن في المملكة المتحدة.